# Rafle de Clermont-Ferrand (25 juin 1943)
La rafle du 25 juin 1943 à Clermont-Ferrand est une opération menée pendant la Seconde Guerre mondiale par la Gestapo assistée de l’armée allemande dans le foyer Gallia de l’université de Strasbourg à Clermont-Ferrand, où, le 3 septembre 1939, celle-ci s’était repliée. La rafle a mené à l’arrestation et à la déportation de trente-six étudiants alsaciens et lorrains. Six étudiants sont décédés dans des camps de concentration allemands, sept étudiants juifs ont été assassinés dans le camp d'extermination d'Auschwitz.

## Rafle et déportation
Le 26 juin 1943, le Commissaire principal, chef du service des Renseignements Généraux du Puy-de-Dôme écrit dans un rapport adressé à son supérieur : « Cette nuit, vers deux heures, des  voitures automobiles s'arrêtaient devant le foyer des étudiants strasbourgeois "Gallia" sis 10, rue Rabanesse à Clermont-Fd. De ces voitures descendaient des agents de la Gestapo, qui, après avoir braqué des phares sur le foyer Gallia et les maisons environnantes, cernaient ce bâtiment, tandis qu'une partie d'entre eux pénétraient à l'intérieur, défonçant les portes à coups de crosses de fusil, faisant irruption dans les chambres des étudiants, et procédant à l'arrestation de ceux-ci.
Vers trois heures du matin, l’opération était terminée, les voitures de la Gestapo repartaient emportant leurs prisonniers ». Paul Hagenmuller a décrit les événements en 1946 dans une publication de l’université de Strasbourg : « Des camions s'arrêtent devant la maison. Des projecteurs sont braqués sur les façades. Des hommes, dont les casques luisent sinistrement dans la nuit, mettent pied à terre, armés de mitraillettes. Ils encerclent méthodiquement le bâtiment, fracturent les portes d'entrée et s'avancent dans l'escalier. Ils sont une centaine environ, quelques agents de la Gestapo en civil et une colonne du S.D. (Sicherheits Dienst). À voix basse, un Israélite me dit : Je suis juif, je suis perdu. Si tu as la chance de t'en tirer, veux-tu prévenir mes parents ? Pressentiment qu'Auschwitz devait réaliser. » Les étudiants arrêtés sont embarqués sur des camions et conduits à la caserne du 92e régiment d'infanterie, qui était devenue depuis l’invasion de la zone libre française (Opération Anton) une prison allemande. « Des rires sardoniques saluent ceux qui se disent natifs de la zone d'occupation française en Allemagne, ou bien Israélites. » Seules ces identités intéressaient : « La question de l'appartenance à la Résistance ne fut même pas effleurée. » L'après-midi, les étudiants sont divisés en deux groupes : les Juifs et les “Aryens”. Les “Aryens” pouvaient rester à l’ombre, les Juifs devaient rester debout sous le soleil brûlant. Ils doivent se tenir debout jusque tard dans la soirée et sont sévèrement battus.
Le lendemain (26 juin), ils sont transportés à la prison de La Mal Coiffée à Moulins.

### Séparation des juifs et des«Aryens»
Début juillet 1943, les étudiants juifs sont séparés de leurs camarades et transférés au camp de Drancy. À partir du 18 juillet 1943, ils sont déportés par les convois 57, 58 et 60 vers le camp d'extermination d’Auschwitz et assassinés par gaz. Aucun d'entre eux n'a survécu à la déportation. Le 18 juillet, les “Aryens” sont emmenés au camp de Compiègne.

### Camp de Royallieu à Compiègne
En 1947, Hagenmuller a décrit son expérience à Compiègne : « À part quelques corvées, on ne travaille pas. Les coups sont plus rares qu'en prison. Les livres de la Croix-Rouge et les paquets sont autorisés. » Il souligne que les premiers étudiants de l’université de Strasbourg à être déportés en Allemagne étaient en bonne santé mentale et physique. « Cela n'en rend que plus significative la proportion tragique des morts survenues dans la suite. ».

### Camps de concentration: Buchenwald, Dora et autres camps
Vingt-quatre détenus sont déportés le 28 octobre 1943 par le quatrième convoi de Compiègne vers le camp de concentration de Buchenwald. Huss et Mederlet ont suivi le 17 janvier 1944 avec le 13e transport. Albert Bronner est déporté au camp de concentration de Neuengamme le 15 juillet 1944.
Le 20 novembre 1943, Eckert, Fritsch, Glath, Hagenmuller, Heckly, Herold et Lehné sont transférés au Kommando Dora. Les 6 800 détenus de cette période (fin octobre) devaient dormir dans les tunnels (Kammern 43 à 46) dans des conditions terribles. Il n'y avait pas d’installations sanitaires, à l'exception de barils de pétrole coupés en deux qui servaient de latrines. La faim, la soif, le froid et surtout le travail torturaient et tuaient les détenus. Ce n'est qu’à partir de janvier 1944 que les premiers groupes de détenus sont transférés dans les baraques en construction. Beaucoup d’entre eux restent cependant entassés dans les « Schlafstollen » jusqu'en mai 1944. D'octobre 1943 à mars 1944, près de 2 900 détenus sont morts à Dora. Le 10 février 1944, Glath suit ses camarades à Dora. Le 29 octobre 1944, Ebel, Fischer, Henni, Méderlet et Schmidt sont emmenés à Dora, Lobstein le 22 septembre 1944. Volmer : 15 avril 1944 vers Flöha (camp satellite du camp de concentration de Flossenbürg) ; Gandar : 31 mai 1944 vers Rottleberode (camp satellite de Dora) ; Hilfiger : 23 juillet 1944 vers le camp de concentration de Neuengamme ; Feldmann : 1er décembre 1944 vers Abteroda (camp satellite de Buchenwald) ; Greiner, Haeffele, Vetter et Royer restent à Buchenwald.
Des 27 déportés, 6 meurent dans les camps : Albert Jaques Graf, Emile Heckly, Henri Hérold, Georges Huss, Jean Méderlet et André Royer.

## Motif de la rafle
L’université de Strasbourg s’était repliée à Clermont-Ferrand le 2 septembre 1939. Ce repli était une manifestation et un acte de résistance publique contre l'université du Reich de Strasbourg (« Reichsuniversität Straßburg »), inaugurée le 23 novembre 1941. Dès la fin de l'année 1940, l’université de Strasbourg est devenue un rappel évident de l'Alsace française. Le fait que l’université de Strasbourg repliée à Clermont-Ferrand continuait à exister était intolérable pour les Allemands. Néanmoins, le gouvernement de Vichy a insisté pour que l’université de Strasbourg soit maintenue. Adolphe Terracher, secrétaire général à l’Instruction publique, s'est engagé avec succès pour le maintien de l’université, même si les occupants allemands la considéraient « comme le principal centre du mouvement anti-allemand en France ». Le fait que les étudiants bilingues alsaciens aient pu analyser très tôt le totalitarisme de l'idéologie nazie a sans doute joué un rôle important.
Le traître et collaborateur Georges Mathieu (1920-1944) a déclaré lors de son interrogatoire du 16 septembre 1944 que les arrestations du 25 juin 1943 avaient été provoquées par l’assassinat de deux agents de la Gestapo. L’après-midi du 24 juin 1943, deux agents de la SD-SiPo avaient été abattus au domicile du professeur au lycée Blaise-Pascal, Jean-Michel Flandin, rue Haute Saint André, Clermont-Ferrand. Flandin, chef régional des Mouvements unis de la Résistance (MUR), n'était pas présent. Les événements survenus dans l’appartement du professeur Flandin ont sans aucun doute déclenché les arrestations. Mais la véritable cause de la rafle du 25 juin 1943 est révélée par le comportement de Georges Mathieu lors de la rafle du 25 novembre 1943 : dans la cour de l'université. Aux côtés du chef de la Gestapo Paul Blumenkamp, le traître a séparé deux groupes, les “bons” et les “mauvais”. Les “bons”, surtout ceux de Clermont et quelques rares Strasbourgeois qui seront libérés quelques heures plus tard. Les “mauvais”, la plupart originaires de Strasbourg, il les dirigeait vers la droite. Le motif véritable de la rafle était donc l'origine des étudiants, et un acte dirigé contre l'université de Strasbourg.

## Déportés
Les dossiers des Arolsen Archives et d'autres sources ont permis d’identifier vingt-sept étudiants déportés dans les camps de concentration de Buchenwald, Mittelbau-Dora et Flossenbürg. Sept étudiants juifs ont pu être identifiés. Ils ont été déportés dans le camp de concentration d'Auschwitz.

### Étudiants (27 identifiés) déportés du camp de Royallieu vers les camps de concentration en Allemagne
- Albert Bronner (2 novembre 1914 à Rosenwiller - 31 mars 1997 à Strasbourg)[13]. Après l’arrestation : caserne du 92e régiment d'infanterie ; 26 juin 1943: prison de La Mal Coiffée à Moulins ; 18 juillet 1943 : Camp de Royallieu à Compiègne ; 15 juillet 1944 : camp de concentration de Neuengamme.

Professeur de la clinique ophtalmologique à la faculté de Strasbourg, président de l’association des déportés et résistants de l’université de Strasbourg, médaille de la Résistance avec rosette (1947), ordre du Mérite combattant (1957), chevalier de la Légion d'honneur (1976), officier de l`Ordre national du Mérite (1977), Nombreuses distinctions et affiliations à des institutions scientifiques internationales .
- Jean-Pierre Ebel (25 janvier 1920 à Bischwiller - 20 juin 1992 à La Tronche). Après l'arrestation: caserne du 92e régiment d'infanterie, 26 juin 1943 : prison de La Mal Coiffée à Moulins, 18 juillet 1943 : camp de Royallieu à Compiègne, 30 octobre 1943 : camp de concentration de Buchenwald n°  31243[15], 29 octobre 1944 : camp de concentration de Dora. Libéré par les Américains le 11 avril 1945[16].

Docteur ès-sciences physiques (1951), professeur de pharmacie de l`université de Strasbourg (1958), de biochimie (1962). Nombreuses distinctions et affiliations à des institutions scientifiques internationales. Officier de la Légion d’honneur (1948), Croix de Guerre avec Palmes (1948), Croix du Combattant volontaire de la Résistance, Médaille de Déporté Résistant, Commandeur de l’Ordre National du Mérite, Officier des Palmes Académiques, Chevalier de la Santé Publique.
- Étienne Eckert (10 octobre 1920 à Strasbourg - 8 juin 2000 à Versailles)[18]. Après l'arrestation : caserne du 92e régiment d'infanterie, 26 juin 1943 : prison de La Mal Coiffée à Moulins, 18 juillet 1943 : camp  de Compiègne (n° 16341), 30 octobre 1943 : camp de concentration de Buchenwald (n° 31244)[19], 20 novembre 1943 Kommando de Dora à l’intérieur des tunnels. Le 4 avril 1945, il embarque dans le convoi ferroviaire qui arrive le 10 avril au camp de concentration de Bergen-Belsen. Libéré le 15 avril 1945 par les troupes britanniques, Eckert est rapatrié en France, le 29 avril, par le centre d'accueil d'Orsay.

Il entre ensuite à l'École nationale d’administration (ENA) dans la première promotion "France combattante". Il entre ensuite à la Cour des Comptes où il fera toute sa carrière de magistrat administratif, atteignant le grade de conseiller maître (1977). Il devint membre  de la commission consultative des anciens détenus de la Fondation des Mémoriaux de Buchenwald et de Mittelbau-Dora.
- Laurent Feldmann (19 avril 1923 à Mayence ). L’étudiant en médecine appartenait à la Centurie Gergovie du Groupe mobile Alsace (GMA) Sud en qualité de chef de sizaine[21]. Aprés l’arrestation : caserne du 92e régiment d'infanterie, 26 juin 1943 : prison de La Mal Coiffée à Moulins, 18 juillet 1943 : camp  de Compiègne (n° 16341), 30 octobre 1943 : camp de concentration de Buchenwald (n° 31306). Le 1er décembre 1944[22], il a été transféré au Commando d’Abteroda (Anton I)[23]. Le 4 avril 1945, l’usine BMW de fabrication de moteurs d’avion a été fermée. Les détenus ont marché jusqu'au camp de concentration de Buchenwald, où ils sont arrivés le 8 avril 1945. Feldmann y fut libéré le 11 avril 1945.
- Marcel Fritsch (6 novembre 1922 à Brunstatt - 1er janvier 2019 à Mulhouse). L’étudiant à la faculté de lettres était membre du Groupe Mobile Alsace (GMA) Sud depuis le 15 février 1943 et des Forces françaises combattantes (FFC) - Réseau Martial du 15 février au 25 juin 1943[24]. Après l’arrestation : caserne du 92e régiment d'infanterie, 26 juin 1943 : prison de La Mal Coiffée à Moulins, 18 juillet 1943 : camp  de Compiègne (n° 16341), 30 octobre 1943 : Camp de concentration de Buchenwald (n° 31233)[25]. Conduit à Mittelbau-Dora le 20 novembre 1943 avec le premier groupe de 299 hommes transférés de Buchenwald à Dora, dont 210 ont disparu. Les détenus ont dormi dans les tunnels jusqu’en avril 1944[26]. Le 4 avril il est évacué dans le dernier convoi qui part du camp de Dora avec 4 000 prisonniers à destination du camp de concentration d'Oranienbourg-Sachsenhausen. La colonne est arrivée au «Jugendschutzlager» du camp de concentration de Ravensbrück le 14 avril, parce que le camp de Sachsenhausen était surpeuplé. Le 26 avril 1945, les SS ont également fait évacuer ce camp. Ils ont forcé les détenus à se rendre au camp satellite de Malchow (Mecklembourg). De là une Marche de la mort en direction de Schwerin a été lancée. Le 8 mai 1945 il est libéré par l’Armée rouge dans la région de Parchim[27] et rapatrié en France le 17 mai par le centre de Charleville-Mézières.
- Justin Fischer (17 février 1920 à Mittelschaeffolsheim - 16 mai 2011 à Schiltigheim), étudiant à la faculté de droit de l’université de Strasbourg repliée à Clermont-Ferrand[28]. Après l’arrestation : caserne du 92e régiment d'infanterie, 26 juin 1943 : prison de La Mal Coiffée à Moulins, 18 juillet 1943 : camp de Royallieu/Compiègne, 30 octobre 1943 : camp de concentration de Buchenwald (n° 31240). Le 28 octobre 1944 il est transféré à Mittelbau-Dora[29]. Le 4 avril il est évacué dans le dernier convoi qui part du camp de Dora avec 4 000 prisonniers à destination du camp de concentration d'Oranienbourg-Sachsenhausen. La colonne est arrivée au «Jugendschutzlager» du camp de concentration de Ravensbrück le 14 avril, parce que le camp de Sachsenhausen était surpeuplé. Le 26 avril 1945, les SS ont également fait évacuer ce camp. Ils ont forcé les détenus à se rendre au camp satellite de Malchow (Mecklembourg). De la une Marche de la mort en direction de Schwerin a été lancée. Le 8 mai 1945 il est libéré par l'Armée rouge dans la région de Parchim[27] et rapatrié en France le 19 mai par le centre d’Hazebrouck[30].

Qualité de Patriote réfractaire à l’annexion de fait (PRAF). 1952 il se marie à Strasbourg avec Jaqueline Saenger, en 1958 il est agent commercial dans cette ville.
- Paul Gandar (3 février 1919 à Sarrebourg - 16 mai 2011 à Schiltigheim), étudiant en médecine à l’université de Strasbourg repliée à Clermont-Ferrand[31]. Il se voit confier l’organisation Buckmaster (Special Operations Executive) pour les départements d'Auvergne. À partir  de décembre 1942, il devient chef du deuxième bureau régional de l’Armée secrète sous les ordres du général Pierre Dejussieu-Pontcarral. Après l’arrestation: caserne du 92e régiment d'infanterie. 26 juin 1943: prison de La Mal Coiffée à Moulins, 18 juillet 1943: camp  de Compiègne (n° 16341), 30 octobre 1943: camp de concentration de Buchenwald (n° 31293). Le 31 mai 1944 il est transféré au Kommando „Heinrich“ á Rottleberode[32],[33]. Gandar est affecté comme infirmier au Revier du camp[34]. Le 4 avril 1945, il est évacué dans le convoi „Brauny“. Le train part de la gare de de Niedersachswerfen à proximité du camp de Dora. Le 6 avril, le train atteint Ellrich où sont embarqués les malades du kommando d’Ellrich-Theatre[35]. En traversant les montagnes du Harz, le convoi est bloqué par une attaque aérienne. Dans la confusion Gandar réussit à s’évader. Il est libéré le 14 avril 1945 et rapatrié le 12 mai par le centre d’Hirson.

Après son retour Paul Gandar reprend ses études de médecine. Nommé professeur de gynécologie-obstétrique en 1964, il est chef de clinique gynécologique de la Faculté de médecine de l’université de Strasbourg. Commandeur de la Légion d`Honneur, Croix de Guerre 1939-1945 avec palmes, médaille de la Résistance avec rosette.
- Joseph Glath (31 décembre 1919 à Drusenheim - 27 juillet 2003 à Fréjus)[36], étudiant à l'université de Strasbourg repliée à Clermont-Ferrand, recruté par Paul Gandar pour l’organisation régionale de l’Armée secrète en janvier 1943. Après l’arrestation : caserne du 92e régiment d'infanterie. 26 juin 1943: prison de La Mal Coiffée à Moulins, 18 juillet 1943: camp  de Compiègne (n° 16449), 30 octobre 1943: camp de concentration de Buchenwald (n° 31296). Arrive à Mittelbau-Dora le 20 novembre 1943 avec le premier groupe de 299 hommes transférés de Buchenwald à Dora, dont 210 ont  disparu. Les détenus ont dormi dans les tunnels jusqu'en avril 1944. Il est affecté au Block 118. Entre le 8 octobre et le 6 décembre 1944, il a été au Revier à cause de  phlegmons. Le 14 décembre 1944 il est dirigé vers le Kommando de Kelbra[37]. Début avril il est évacué de Kelbra vers le camp de concentration de Wöbbelin, où Joseph Glath est libéré le 2 mai 1945 et rapatrié en France le 19 mai 1945 par le centre d`Hazebrouck (Nord)[38].
- Jacques (Albert) Graf (4 juillet 1917 à Strasbourg - 3 mai 1945 Neustadt in Holstein, Tragédie du Cap Arcona), étudiant en pharmacie à la faculté de pharmacie de l’université de Strasbourg à Clermont-Ferrand[39]. Après l`arrestation: caserne du 92e régiment d'infanterie. 26 juin 1943: prison de La Mal Coiffée à Moulins; 18 juillet 1943: camp de Compiègne (n° 16450); 30 octobre 1943: camp de concentration de Buchenwald (n° 30679). Le 10 février 1944, il est affecté au Kommando de Dora, Block 125. Il obtient un poste au Revier comme pharmacien. Le 1er avril 1945, il est réquisitionné pour emballer le dépôt de pharmacie du camp. Le 4 avril les détenus de la pharmacie embarquent dans un convoi ferroviaire qui arrive le 9 avril en gare de Celle. On fait descendre tous les détenus du train et on les envoie au camp des casernes du camp de Bergen-Belsen, sauf Jacques Graf et ses cinq camarades. Dans la nuit du 10 avril leur wagon est rattaché à un convoi de Juifs. Après cinq jours de transport il atteint le camp de concentration de Neuengamme où il recoit le matricule 82300. Dans la nuit du 18 au 19 avril 1945, le camp est évacué. Le 20 avril, Graf embarque sur le navire Cap-Arcona. Le 3 mai, il est victime de la tragédie du Cap-Arcona[40].
- Georges Greiner (17 août 1921 à Strasbourg - 15 juin 2021 à Metz)[41], membre de la Résistance intérieure française (RIF) - Résistance Est du 1er janvier 1941 au 10 juin 1945[42], étudiant à la faculté de médecine de l’université de Strasbourg à Clermont-Ferrand. Après l’arrestation: caserne du 92e régiment d'infanterie. 26 juin 1943: prison de La Mal Coiffée à Moulins; 18 juillet 1943: camp  de Compiègne; 30 octobre 1943: camp de concentration de Buchenwald (n° 31292)[43]. « Par une chance vraiment extraordinaire, trois semaines après notre arrivée, le 30 octobre 1943, à Buchenwald, Robert Gandar et moi, étions nommés infirmiers »[44]. En 11 avril, 1945  il est libéré  et reste à l’hôpital à Hummelshain près d'Eisenach jusqu'au 10 juin 1945. En 1947, il a terminé ses études de médecine. Il a ensuite été chef de service du centre hospitalier de Metz.

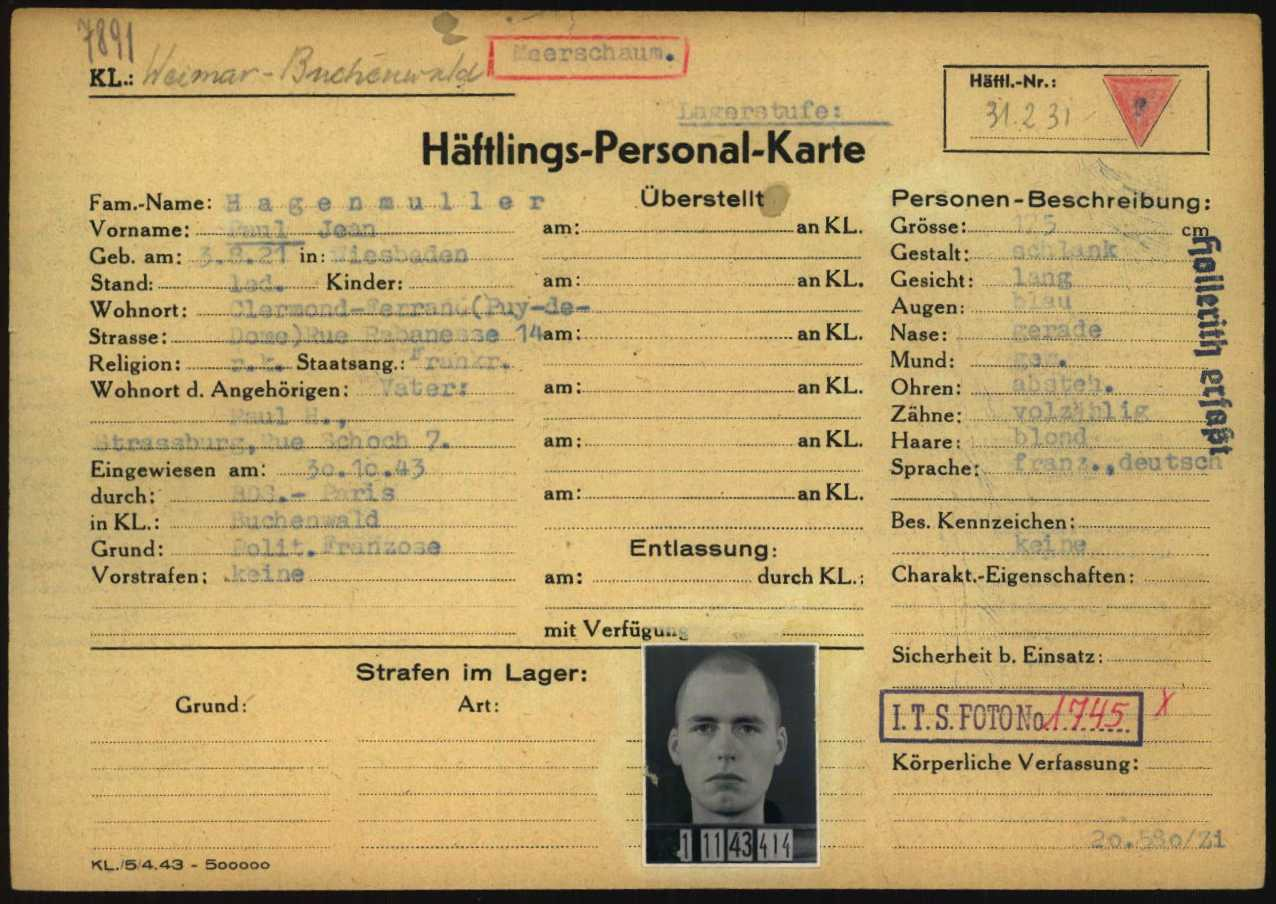
Carte personnelle de Paul Hagenmuller, produit en octobre 1943 à l'arrivée de Lobstein au camp de concentration de Buchenwald. Original en possession des Arolsen Archives, International Center on Nazi Persecution

- Paul Hagenmuller (3 août 1921  à Wiesbaden (Province de Hesse-Nassau, Empire allemand - 7 janvier 2017 Gradignan).Carte personnelle de Paul Hagenmuller, produit en octobre 1943 à l'arrivée de Lobstein au camp de concentration de Buchenwald. Original en possession des Arolsen Archives, International Center on Nazi Persecution Hagenmuller commence ses études de chimie en 1939 à l’université de Strasbourg, à Strasbourg d'abord puis à Clermont-Ferrand. Au début 1943, il rejoint l’Armée secrète et la formation préparatoire à la Brigade indépendante Alsace-Lorraine[45]. Après l’arrestation: caserne du 92e régiment d'infanterie. 26 juin 1943: prison de La Mal Coiffée à Moulins; 18 juillet 1943: camp  de Compiègne (n° 16453); 30 octobre 1943: camp de concentration de Buchenwald. Affecté au Block 26 il reçoit le numéro d'enregistrement 31231 [46]. Le 27 septembre 1944, il est transféré vers le camp de concentration de Dora[47]. Le 4 avril 1945, Hagenmuller embarque dans un convoi ferroviaire[48]. Le 10 avril 1945, le convoi arrive au camp de concentration de Bergen-Belsen, où Hagenmuller a été libéré trois jours plus tard par les troupes britanniques. Il est rapatrié le 29 avril 1945 en France, via Bruxelles.

Après la guerre, il reprend ses études de chimie, fait de la recherche pour le Centre national de la recherche scientifique (CNRS), est assistant à Paris et obtient son doctorat à Paris en 1950 sous la direction d'André Chrétien. Après son habilitation en 1953, il enseigne à l'université de Hanoi et de Saigon, puis comme professeur à l'université de Rennes à partir de 1956 et comme professeur de Chimie minérale à Bordeaux à partir de 1960. De 1974 à 1985, il a été directeur du laboratoire de chimie du solide du CNRS à Bordeaux. Il a pris sa retraite en 1994. Commandeur de la Légion d'honneur, Croix de guerre 1939-1945 avec étoile de vermeil, Médaille de la déportation pour faits de Résistance, nombreuses distinctions scientifiques et doctorats honoris causa.
- Marcel Joseph Léon Haeffele (25 février 1920 à Strasbourg - 28 février 2000 à Strasbourg). Étudiant en chirurgie dentaire à l'université de Strasbourg à Strasbourg puis à Clermont-Ferrand. « Le 25 juin 1943, vers 1 h 45 du matin, j’ai été réveillé dans ma chambre au foyer de la Gallia, par des coups frappés à ma porte. Ayant ouvert je me suis trouvé en présence d`un agent de la Gestapo revolver en main. […] Sous la menace du revolver j’ai été conduit devant la loge du concierge où mes autres camarades sont venus me rejoindre. L`opération terminée, nous étions 36 »[50]. Après l’arrestation: caserne du 92e régiment d'infanterie. 26 juin 1943: prison de La Mal Coiffée à Moulins; 18 juillet 1943: camp  de Compiègne; 30 octobre 1943: camp de concentration de Buchenwald. Il a reçu le numéro 31288 et a été affecté à l'unité dentaire « Kommando 60 »[51]. Libéré le 11 avril 1945 à Buchenwald.
- Emile Heckly (27 juillet 1916 à Kutzenhausen - 27 mars 1945 au camp de concentration Mittelbau-Dora), mobilisé au début de la Seconde Guerre , il obtient la Croix de Guerre en juillet 1940. Étudiant à la faculté de lettres de l'université de Strasbourg repliée à Clermont-Ferrand. Membre de la Résistance intérieure française (RIF) - Résistance Est du 25 mars 1943 au 1er avril 1945[52]. Après l’arrestation: caserne du 92e régiment d'infanterie. 26 juin 1943: prison de La Mal Coiffée à Moulins; 18 juillet 1943: camp  de Compiègne (n° 16347); 30 octobre 1943: camp de concentration de Buchenwald (n° 31294)[53]. Conduit à Mittelbau-Dora le 20 novembre 1943 avec le premier groupe de 299 hommes transférés de Buchenwald à Dora, dont 210 ont  disparu. Les détenus ont dormi dans les tunnels jusqu'en avril 1944. Très affaibli et malade en raison des privations, Heckli est admis au Revier du camp vers la fin février. Puis Heckly est amené à la Boelcke Kaserne de Nordhausen, où il meurt le 27 mars 1945[54].
- Chrétien Henni (29 mars 1920 à Geudertheim - 29 mai 1984 à Strasbourg), mobilisé au début de la Seconde Guerre par le centre de Dijon en tant qu`élève officier de réserve, ensuite étudiant de à la faculté de droit de l'université de Strasbourg repliée à Clermont-Ferrand. Après l’arrestation: caserne du 92e régiment d'infanterie. 26 juin 1943: prison de La Mal Coiffée à Moulins; 18 juillet 1943: camp  de Compiègne; 30 octobre 1943: camp de concentration de Buchenwald (n° 31291), 29 octobre 1944: camp de concentration de Mittelbau-Dora[55]. Le 4 avril il est évacué dans le dernier convoi qui part du camp de Dora avec 4000 prisonniers à destination du camp de concentration d'Oranienbourg-Sachsenhausen. La colonne est arrivée au «Jugendschutzlager» du camp de concentration de Ravensbrück le 14 avril (n° 14903), parce que le camp de Sachsenhausen était surpeuplé. Le 26 avril 1945, les SS ont également fait évacuer ce camp. Une Marche de la mort en direction de Schwerin est lancée. Le 3 mai 1945 il est libéré par l'Armée rouge dans la région de Parchim[27] et rapatrié en France le 17 mai par le centre de Lille[56].
- Henri Hérold (14 juin 1920 à Andlau - 27 décembre 1943 à Camp de concentration Mittelbau-Dora), licencié ès-lettres, il poursuit des études en vue de l`agrégation à l'université de Strasbourg à Clermont-Ferrand. Après l`arrestation: caserne du 92e régiment d'infanterie. 26 juin 1943: prison de La Mal Coiffée à Moulins; 18 juillet 1943: camp  de Compiègne (n° 16349) ; 30 octobre 1943: camp de concentration de Buchenwald (n° 31235)[57], 20 novembre 1943: camp de concentration de Mittelbau-Dora. Henri Hérold meurt d'une pneumonie le 27 décembre 1943[58].
- Jean-Claude Hilfiger (11 décembre 1922 à Colmar - 30 novembre 1951 à Colmar), soldat de 2ème classe, étudiant au sein de la faculté des sciences (chimie) de l'université de Strasbourg repliée à Clermont-Ferrand. Après l`arrestation: caserne du 92e régiment d'infanterie. 26 juin 1943: prison de La Mal Coiffée à Moulins; 18 juillet 1943: camp  de Compiègne (n° 16350); 30 octobre 1943: camp de concentration de Buchenwald (n° 31297); 23 juillet 1944 camp de concentration de Neuengamme (n° 42363), rapatrié en France le 30 mai 1945[59],[60].
- Georges Huss  (11 février 1918 à Colmar - 30 août 1944 au camp de concentration de Buchenwald), assistant en pharmacie à l'université de Strasbourg repliée à Clermont-Ferrand[39]. Après l`arrestation: caserne du 92e régiment d'infanterie. 26 juin 1943: prison de La Mal Coiffée à Moulins; 18 juillet 1943: camp  de Compiègne (n° 16350); transport parti de Compiègne le 17 janvier 1944, arrivé au camp de concentration de Buchenwald le 19 janvier 1944 (n° 41141)[61]. Georges Huss y  décède le 29 août 1944[62].
- Marcel Lehné (26 novembre 1914 à Rosenwiller - 2 juin 1966 à Strasbourg, chef des travaux á la faculté des sciences de l'université de Strasbourg repliée à Clermont-Ferrand. Après l`arrestation: caserne du 92e régiment d'infanterie. 26 juin 1943: prison de La Mal Coiffée à Moulins; 18 juillet 1943: camp  de Compiègne (n° 16465); 30 octobre 1943: camp de concentration de Buchenwald (n° 31305); 22 septembre 1944: camp de concentration de Mittelbau-Dora[63]. Le 4 avril 1945, Marcel Lehné est évacué et arrive le 8 avril au camp de concentration Bergen-Belsen, enfermé au camp des Casernes. Le 15 avril 1945 il est libéré par les troupes britanniques. En 1953 il est á nouveau chef des travaux de la faculté des sciences à Strasbourg[64].
- Paul-André Lobstein (2 janvier 1923 á Strasbourg - 15 novembre 2012 à Strasbourg 1941), étudiant en médecine à l'université de Strasbourg repliée à Clermont-Ferrand. En février 1943, il s'engage dans l'Armée secrète de la région de Clermont-Ferrand sous les ordres de son camarade d'études Paul Robert Gandar. Après l’arrestation: caserne du 92e régiment d'infanterie. 26 juin 1943: prison de La Mal Coiffée à Moulins; 18 juillet 1943: camp  de Compiègne; 30 octobre 1943: camp de concentration de Buchenwald et affecté au Block 26 (n° 31305)[65]; 22 septembre 1944: camp de concentration de Mittelbau-Dora, où il est affecté à l'infirmerie (Revier) au Block 39A en tant qu'infirmier. Il y est devenu un témoin important sur les conditions de traitement des détenus atteints de tuberculose à Dora [66],[67],[68],[69]. Le 4 avril il est évacué dans le dernier convoi qui part du camp de Dora avec 4000 prisonniers à destination du camp de concentration d'Oranienbourg-Sachsenhausen. La colonne est arrivée au «Jugendschutzlager» du camp de concentration de Ravensbrück le 14 avril, parce que le camp de Sachsenhausen était surpeuplé. Le 26 avril 1945, les SS ont également fait évacuer ce camp. De là une Marche de la mort en direction de Schwerin est lancée. Le 8 mai 1945, les survivants qui avaient quitté le camp de concentration de Mittelbau Dora près d'un mois sont libérés par l'Armée rouge dans la région de Parchim. Le 16 mai 1945, il s'est présenté au centre de rapatriement de Lille[70]. Après la guerre, il a épousé Yvonne Lobstein ( * 1926, née Henry) le 8 juillet 1950 Tous deux ont exercé la profession d'ophtalmologue à Strasbourg. En 1953, il est liquidateur du groupe « Jean Cavaillès », l'« Association des déportés politiques et déportés résistants de l'Université de Strasbourg ». Il a reçu une pension d'invalidité de 100 % et 50 % supplémentaires pour les maladies consécutives à la déportation.

- Jean Méderlet (12 janvier 1922 à Metz - 19 mars 1945 au camp de concentration de Dora[71]), étudiant de médecine à l'université de Strasbourg repliée à Clermont-Ferrand. 19 janvier 1944: camp de concentration de Buchhenwald (n° 44420). Après l’arrestation: caserne du 92e régiment d'infanterie. 26 juin 1943: prison de La Mal Coiffée à Moulins; 18 juillet 1943: camp  de Compiègne. Le 17 janvier 1944, il est déporté par le sixième grand convoi de Compiègne vers le camp de concentration de Buchenwald, où il est enregistré le 19 janvier sous le numéro 42420[72],[73].Le 29 octobre 1944, Méderlet est transféré au camp de concentration de Dora, où il meurt le 19 mars 1945. Mort pour La France[74].
- Georges Peter (3 juin 1921 à Hoerdt - ? ), étudiant de médecine à l'université de Strasbourg repliée à Clermont-Ferrand. Après l’arrestation: caserne du 92e régiment d'infanterie. 26 juin 1943: prison de La Mal Coiffée à Moulins; 18 juillet 1943: camp  de Compiègne; le 29 octobre 1943, il s'est échappé du train à Ligny-en-Barrois[75]. Georges Peter s'est caché dans le maquis et est devenu officier dans les FFI. Après la guerre, il termine ses études de médecine et travaille comme médecin en Tunisie jusqu'en 1966, puis en région parisienne[76].
- André Royer (23 décembre 1921 à Sarreguemines - avril 1945, disparu en déportation), étudiant à l'université de Strasbourg repliée à Clermont-Ferrand. Après l’arrestation: caserne du 92e régiment d'infanterie. 26 juin 1943: prison de La Mal Coiffée à Moulins; 18 juillet 1943: Camp  de Compiègne; le 29 octobre 1943, il s'est échappé du train, repris et interné à Metz[77]. 26 janvier 1944 camp de concentration de Buchenwald (n° 29772)[78]; disparu à Aschersleben en Saxe-Anhalt, Kommando Buchenwald 635[79],[80].
- Georges Schmidt (28 décembre 1914 à Strasbourg - 7 février 1990 à Strasbourg), étudiant en lettres et journaliste à l'université de Strasbourg repliée à Clermont-Ferrand. Après l’arrestation: caserne du 92e régiment d'infanterie. 26 juin 1943: prison de La Mal Coiffée à Moulins; 18 juillet 1943: camp  de Compiègne; 30 octobre 1943: camp de concentration de Buchenwald (n° 30613)[81]. Le 20 novembre 1943, 290 prisonniers du transport vers Buchenwald sont envoyés au Kommando de Dora, à partir du 28 octobre 1944 transformé en camp de concentration de Mittelbau-Dora: Les détenus dorment dans les tunnels; il découvre: « plusieurs milliers de détenus étendus à même le sol dur qui essaient de dormir malgré les bruits assourdissants des marteaux-piqueurs et de chalumeaux, des compresseurs des wagonnets qu`on charge ou décharge, de la cloche d’une locomotive qui tinte sans arrêt. Il faut s’assoupir sans perdre conscience car il faut sauvegarder contre le chapardage des voisins ou les incursions violentes de bandes de jeunes Russes ... »[82]. Georges Schmidt est admis à la « Schreibstube » car il sait dactylographier en allemand et parle anglais. Le 4 avril il est évacué dans le dernier convoi qui part du camp de Dora avec 4000 prisonniers à destination du camp de concentration d'Oranienbourg-Sachsenhausen. La colonne est arrivée au «Jugendschutzlager» du camp de concentration de Ravensbrück le 14 avril, parce que le camp de Sachsenhausen était surpeuplé. Le 26 avril 1945, les SS ont également fait évacuer ce camp. Le 1er avril lors de la traversée d`un bois, il s`enfuit de la colonne. Repéré par un paysan, il est livré aux SS. Heureusement, l`officier allemand l'intègre dans une colonne qui de passage. Georges Schmidt est rapatrié en France par le centre de Mézières le 17 mai 1945. Il pèse 38 kilos.

Le 24 octobre 1951 il se marie à Cessy avec Céline Parmontier. En 1953 il est domicilié à New York et travaille pour l`AFP. Georges Schmidt, polyglotte, a dirigé le département de terminologie à l'Organisation des Nations unies (ONU) de 1965 à 1971.
- François Schwertz (27 avril 1920 á Sausheim - 21 octobre 1990 à Saint-Louis (Haut-Rhin)), séminariste au sein de l'université de Strasbourg repliée à Clermont-Ferrand[83]. Après l’arrestation: caserne du 92e régiment d'infanterie. 26 juin 1943: prison de La Mal Coiffée à Moulins; 18 juillet 1943: camp  de Compiègne; 30 octobre 1943: camp de concentration de Buchenwald (n° 30581)[84]. Le 20 novembre 1943, 290 prisonniers du transport vers Buchenwald sont envoyés au Kommando de Dora, à partir du 28 octobre 1944  transformé en camp de concentration de Mittelbau-Dora; 210 ou moins disparaîtront. François Schwertz est affecté au Kommando B IV M à la « Halle » 30 ou 31, où il doit percer des trous dans des tringles de fer (« Stringer »). Il travaille dans la Halle 30/31 du début décembre 1943 jusqu’à son évacuation en avril 1945. Le 4 avril il est évacué dans le dernier convoi qui part du camp de Dora avec 4000 prisonniers à destination du camp de concentration d'Oranienbourg-Sachsenhausen. La colonne est arrivée au «Jugendschutzlager» du camp de concentration de Ravensbrück le 14 avril, parce que le camp de Sachsenhausen était surpeuplé. François Schwertz y est inscrit avec le matricule 14928. Le 26 avril 1945, les SS ont également fait évacuer ce camp. À partir du 26 avril 1945 la colonne quitte le camp à pied. François Schwertz et libéré par les Soviétiques près de Parchim le 3 mai 1945. Il est rapatrié en France par le centre d`accueil de Lille. En 1953, il est vicaire à Guebwiller. En 1988, il est à la retraite à Ranspach-le-Haut[85].
- Bernard Vetter (13 août 1920 á Pfastatt - ? à ?), étudiant de pharmacie. Après l’arrestation: caserne du 92e régiment d'infanterie. 26 juin 1943: prison de La Mal Coiffée à Moulins; 18 juillet 1943: camp  de Compiègne; 30 octobre 1943: camp de concentration de Buchenwald (n°  30619)[86]. Libéré le 11 avril 1945[77].
- Pierre Volmer (7 octobre 1922 á Paris - 24 juin 2005), étudiant en sciences à l'université de Strasbourg repliée à Clermont-Ferrand. Après l’arrestation: caserne du 92e régiment d'infanterie. 26 juin 1943: prison de La Mal Coiffée à Moulins; 18 juillet 1943: camp  de Compiègne; 30 octobre 1943: camp de concentration de Buchenwald (n° 31289)[87]. Transféré le 15 avril 1944 au Kommando de Flöha[88], dépendant de camp de concentration de Flossenbürg. Le Kommando est évacué le 14 avril 1945. Le 15 avril dans la Forêt de Reitzenhain furent exécutés 57 détenus épuisés et malades dont 23 Français. Libéré dans la nuit du 8 au 9 mai 1945 par les Soviétiques à Terezin[89].

### Étudiants juifs (7) déportés du camp de Drancy vers le camp d'Auschwitz
- Jacques Feldbau (22 octobre 1914 à Strasbourg - mars 1945 camp extérieur de Ganacker[90], camp de concentration de Flossenbürg), s'inscrit à l'université de Strasbourg en 1934, où il est bibliothécaire de l'institut de mathématiques en 1935. En même temps, il prépare l'agrégation à l'ENS en auditeur libre, et il est reçu en 1938. Il entre au CNRS et commence à préparer un doctorat sous la direction de Charles Ehresmann[91]. Jacques Feldbau est mobilisé en 1939, il devient lieutenant d’aviation. Démobilisé en 1940 il est nommé professeur agrégé au lycée de Châteauroux. Comme juif, il lui est interdit d'enseigner par les lois d'exclusion du 3 octobre 1940.  Il rejoint Clermont-Ferrand, où s’est repliée l’université de Strasbourg. Feldbau est arrêté le 25 juin 1943 au matin, alors qu'il vient chercher son manuscrit de thèse au foyer Gallia. Il est transféré à Drancy, puis déporté au camp d`extermination d’Auschwitz, par le convoi n° 60 du 7 octobre 1943 où il arrive le 10 octobre[92]. Le médecin Robert Waitz était également présent dans ce convoi. Jacques Feldbau a travaillé comme « Schreiber » (secrétaire) au Revier du camp d'extermination de Auschwitz-Monowitz-Buna. Il reçut le matricule Auschwitz 157.026. Le 18 janvier 1945, le camp est évacué. Les détenus ont été forcés de marcher à pied par grand froid jusqu'à Gleiwitz. Partiellement sur des wagons ouverts, Feldbau a atteint le camp d'Oranieburg-Sachsenhausen, d'où le convoi a été dirigé plus loin. Le 6 février 1945, Feldbau a été enregistré au camp de concentration de Flossenbürg sous le numéro 46438[93]. De là, il a été affecté au commando « Flugplatz Gannacker », où il est mort d'épuisement en mars 1945.
- Jean Cahen (13 mars 1922, arrêté au foyer Gallia le 25 juin 1943, alors détenu dans la caserne du 92e régiment d'infanterie. 26 juin 1943: prison de La Mal Coiffée à Moulins. Transféré vers le camp de Drancy. Le 18 juillet 1943 déporté par le convoi 57 de Drancy vers le camp d'extermination d'Auschwitz[94], disparu. Mort pour la France[74].

- Léon Greilsammer (26 décembre 1921 à Strasbourg - 21 juillet 1943 [95]au camp d'extermination d’Auschwitz)[96], étudiant de l’université de Strasbourg repliée à Clermont-Ferrand. Arrêté au foyer Gallia le 25 juin 1943, alors détenu dans la caserne du 92e régiment d'infanterie. 26 juin 1943: prison de La Mal Coiffée à Moulins. Transféré vers le camp de Drancy. De Drancy déporté par le convoi 57[97] vers le camp d'extermination de Auschwitz et assassiné le même jour. « Mort en déportation »[98].
- Jean Kahn (20 novembre 1922), « étudiant de chimie, arrêté à la Gallia le 25 juin 1943, déporté à Dora, Mort pour La France »[74].
- Claude Klein « étudiant en lettres, arrêté à l`université de Strasbourg le 25 juin 1943, déporté à Auschwitz, disparu. Mort pour La France »[74].

- Claude Levy (23 juin 1922 à Strasbourg - 2 août 1943 au camp d'extermination d’Auschwitz), étudiant en médecine, puis en sciences à l’université de Strasbourg repliée à Clermont-Ferrand; Gergoviote depuis août 1940[99]. Arrêté au foyer Gallia le 25 juin 1943, alors détenu dans la caserne du 92e régiment d'infanterie. 26 juin 1943: Prison de La Mal Coiffée à Moulins. Transféré vers le camp de Drancy. Le 31 juillet 1943, déporté par le convoi 58 vers le camp d'extermination d’Auschwitz[100], disparu[101].
- Claude Salomon Heimendinger (22 juin 1920 à Haguenau - 5 août 1943 au camp d'extermination d’Auschwitz), étudiant en pharmacie à la faculté de pharmacie de l’université de Strasbourg à Clermont-Ferrand[39]. Arrêté au foyer Gallia le 25 juin 1943, alors détenu dans la caserne du 92e régiment d'infanterie. 26 juin 1943: prison de La Mal Coiffée à Moulins. Il est transféré à Beaune-la-Rolande et ensuite à Drancy. Le 18 juillet déporté par le Convoi 57 vers le camp d'extermination d’Auschwitz[102],[103]. « Mort en déportation »[104].